# Narasiṃha I
Narasiṃha I (in kannada ಒಂದನೆ ನರಸಿಂಹ; ... – 1173) è stato un sovrano dell'Impero Hoysala dell'India meridionale.
Nonostante quasi vent'anni di regno, il suo governo si denota solo per la vittoria sui Chalukya di Tailapa III che in un certo senso permise la successiva totale indipendenza che fu compiuta grazie al suo successore. Tailapa III venne ucciso da Narasimha I.
Venne rovesciato dal figlio Veera Ballala II nel 1173.